# سی. ای. دبلیو. جیکل
کازیمیر آلبرشت ویلیام جیکل (به انگلیسی: Casimir Albrecht Willem Jeekel) یک حشره‌شناس هلندی بود که به‌خاطر مشارکت‌های عمده‌اش در طبقه‌بندی هزارپایان شهرت دارد. او به عنوان مدیر موزه جانورشناسی آمستردام خدمت می‌کرد و بیش از ۱۵۰ اثر در طبقه‌بندی هزارپاها نوشت.